# Oppas
Oppas, también denominado Opas y Oppa, fue hijo del rey Égica y representa un papel controvertido dentro de las crónicas que relatan la Conquista musulmana de la península ibérica.

## La Crónica mozárabe
La Crónica mozárabe de 754 indica que Égica tuvo un hijo llamado Oppas, por lo que sería hermano de Witiza.
No se tiene constancia de su muerte ni de las circunstancias de la sucesión de Witiza, aunque se puede deducir que no fue pacífica. Del siguiente rey, Rodrigo, la Crónica mozárabe parece indicar que se apoderó del trono de forma violenta con el apoyo de una significativa parte de la aristocracia que conformaba la élite seglar y eclesiástica del reino que intervenía en la elección del rey. De este modo Witiza habría sido derrocado y muy probablemente asesinado. Si hubiera muerto por causas naturales y Rodrigo hubiera sido elegido entonces no se hubiera producido la situación conflictiva. Aunque pudiera haberse dado el caso que Witiza muriera por causas naturales y que Rodrigo se hubiera alzado para evitar que los parientes de Witiza pudieran designar a uno de sus miembros al trono. Se ha tratado que pudiera haber habido un interregno de varias semanas o meses en el que habría habido una guerra civil entre Rodrigo y otros aspirantes al trono. La conflictiva subida al trono de Rodrigo no produjo un consenso entre la aristocracia, y estos conflictos internos ocurrieron en el momento en el que los árabes habían comenzado a atacar poblaciones al sur de la península ibérica.
Mientras las crónicas árabes indican de la existencia de una única incursión árabe, la Crónica mozárabe de 754 indica que los árabes estaban realizando una serie de incursiones cuando Rodrigo emprendió la ofensiva para hacerles frente. El resultado fue la completa debacle del ejército visigodo y la muerte del propio monarca. Se puede entrever que el resultado de esa batalla fue decidido por una traición, de la que no da nombre alguno, que produjo una deserción en las filas visigodas. La traición al rey no solo aparece en la Crónica mozárabe sino también en las árabes, lo que puede corroborarse en el sentido que Rodrigo no se habría decidido a dar batalla a los árabes si no hubiera tenido ventaja numérica y logística, de ahí que el resultado final hubiera sido fruto de una traición. Sin embargo, dado que Rodrigo había accedido al trono de forma conflictiva contra los intereses witizanos y aún no habría afirmado su autoridad, y que en el ejército visigodo habría clientelas nobiliarias afectas a la familia de Witiza, estos habrían abandonado al rey en el mismo momento de la batalla lo que habría sentenciado el desastre final. La intención de los traidores sería que el rey fuera eliminado o muy debilitado de modo que pudieran hacerse con el poder, y por tanto no era entregar el reino a los invasores sino conseguir el cambio del rey. Pero su plan no fue como esperaban y perecieron en la misma batalla, o poco después, en otros episodios bélicos como la toma de Toledo; lo que apunta a la falta de acuerdos previos y vendría a desmentir las acusaciones de las crónicas asturianas que establecieron que los árabes fueron reclamados por los witizanos. Acusaciones que habrían venido por el acercamiento entre los árabes y ciertos hispanogodos witizanos después de la conquista, en los que estos últimos se habrían querido asegurar el mantenimiento de posición política y económica, aunque fuese secundaria.
La Crónica mozárabe puede dar a entender que la derrota del rey Rodrigo provocó una guerra civil en los visigodos, y que Rodrigo habría perdido el control de Toledo por Oppas, el hijo de Egica, que podría haber sido coronado rey en el momento en el que Rodrigo fue a detener a los árabes o después de haber sido derrotado por ellos. Cuando el ejército árabe llegó a Toledo, Oppas llegó a un pacto con los conquistadores, pero fue expulsado de Toledo por la alta aristocracia partidaria de Rodrigo que allí quedaba, lo que haría constar la falta de apoyos que allí tendría la facción witizana. Cuando las tropas árabes entraron en Toledo, se ejecutó a nobles que se consideraron implicados en la huida de Oppas. Y no hay indicación de que no sobreviviera posteriormente.

## La Crónica de Alfonso III y su crítica
En la Crónica de Alfonso III, Oppas aparece como hijo de Witiza, y también como obispo, de Toledo en la versión Rotense o de Sevilla en la versión ad Sebastianum. Aparece Oppas colaborando con los árabes para conseguir la sumisión de Pelayo antes de la batalla de Covadonga, sin embargo, esto no se puede considerar en absoluto histórico. La Crónica de Albelda indica que Oppas fue capturado en Covadonga.
Se ha conservado un manuscrito de finales del siglo X en el que consta un obispo de Sevilla con el nombre Oppas. También aparece el nombre de Oppas como un obispo de Tuy que firmó en el XIII Concilio de Toledo (683), y en el XVI Concilio (693) aparece un obispo denominado Oppas en Elche. Por ello, Isla Frez concluyó que era el mismo obispo de la familia real al que se ubicaba según los intereses de la familia del rey, sin embargo, esos traslados de diócesis iban contra el derecho canónico y solo se conocen los aplicados tras la rebelión de Suniefredo en el XVI Concilio. De acuerdo con ese criterio, Oppas habría sido hijo de Witiza pero no de Cixilo.
Sin embargo, la Crónica mozárabe no indica en que Oppas fuera un obispo, y según Bronisch, si hubiera sido clérigo y hubiera cometido actos malvados, entonces se habría omitido, del mismo modo que se omitió la participación del obispo Sisberto de Toledo apoyando la rebelión de Suniefredo.
Por tanto, Oppas aparece en la crónica mozárabe como un noble hijo de Egica y aspirante al trono, y por otro, en las crónica de Alfonso III como un obispo hijo de Witiza. Sin embargo, en la misma crónica alfonsina se indica que Witiza fue hijo de Égica y de Cixilo, y dado que ese matrimonio se llevó a cabo para llevar a cabo la sucesión de Ervigio en Égica, Witiza habría nacido poco antes del año 688 y tendría en torno a veinticinco o treinta años a su muerte, y un hijo suyo en torno a diez años de edad, de modo que la crónica se contradice. De este modo, la aparición de Oppas en la crónica alfonsina puede ser entendida como una reelaboración deliberada para ilustrar el programa ideológico de la monarquía asturiana.

## Literatura
Se menciona a Oppas en el Romancero viejo (poesía), concretamente en el romance "En Ceuta está don Julián", en términos muy negativos: "Maldito de ti, don Orpas,  /  obispo de mala andanza".
En el romance Eurico, el Presbítero (1844) del portugués Alejandro Herculano, Oppas es representado como obispo de Sevilla y traidor a su país, quien de forma traicionera se pasa al bando de los conquistadores árabes, colaborando con ellos. Oppas finalmente es muerto por el protagonista en la obra, Eurico.
También es uno de los personajes principales de la novela ¡Pelayo! (La Esfera de los Libros, 2021), obra del escritor español José Ángel Mañas, quien le presenta como un pretendiente a la mano de Adosinda, hermana de Don Pelayo. La negativa de este al matrimonio le lleva a la traición y a apoyar la invasión musulmana de España.